# Patrick Timpone
Patrick Timpone (Bolzano, 10 gennaio 1974) è un ex hockeista su ghiaccio italiano, di ruolo attaccante.
Come il fratello minore Christian ha esordito in seconda serie con l'HC Latemar, per passare poi all'HC Bolzano. Nei tre anni di permanenza contribuì alla vittoria dello scudetto 1994-1995, dell'Alpenliga 1993-1994 e del Torneo Sei Nazioni 1994-1995.
Ha in seguito vestito le maglie dei Devils Milano e del CourmAosta.